# Ida Gramcko
Ida Gramcko   (Puerto Cabello, 11 d'octubre de 1924 - Caracas, 3 de març de 1994) va ser una poeta, dramaturga, assagista, narradora, contista i periodista veneçolana.

## Biografia
La seva germana menor va ser Elsa Gramcko, una notable pintora i escultora, l'obra segueix la línia de l'art abstracte.
Quan tenia quinze anys, la família va anar a viure a Caracas. Es va iniciar aviat en les lletres amb el poemari Umbral (1942), obra mereixedora del Premi de l'Associació Cultural Interamericana (1941).
Tenint tot just dinou anys i sense haver acabat els seus estudis de batxillerat, es converteix en la primera reportera de periodisme policial i cronista en el diari El Nacional, on comença la seva carrera com a periodista, ofici que exerceix durant 50 anys. Gràcies al periodisme, coneix a el que serà el seu marit José Domingo Benavides, també periodista.
En la seva joventut, va arribar a entrevistar personatges destacats de la història veneçolana com Rufino Blanco Fombona i Antonia Palacios. Col·labora a la Revista Nacional de Cultura des de 1947 fins 1963.
En 1948 va ser enviada pel president Rómulo Gallegos per fer tasques diplomàtiques com agregada cultural a la Unió Soviètica. El 1959, Ida va començar a tenir problemes psíquics, i després també emmalaltiria seva germana; el pare d'ambdues en la seva vellesa també va patir de depressió. Amb ajuda mèdica i a l'acabar de travessar aquest passatge en la seva vida sorgeix Memorias de una psicótica (Memòries d'una psicòtica) en 1964.
Als quaranta anys estudia per a Llicenciada en Filosofia en la Universitat Central de Veneçuela, a on va dictar la càtedra de Poesia i Poetes a l'Escola de Lletres.
El poeta Alfredo Silva Estrada, en el pròleg de les seves Obras escogidas (Obres escollides) assenyala que «Aquesta orfebre, aquesta artesana exuberant, aquesta arquitecte del llenguatge, aquesta teixidora agilísima, trena i destrena, entreteixeix conceptes, pensaments, sentències, definicions primigènies, imatges, metàfores, símbols, integrant discursos insòlitament ritmats, construccions úniques dins el panorama de la nostra més alta poesia» i després afegeix que «La poesia d'Ida Gramcko suposa, fidel a la seva fonamentació conceptual, una violència sobre la realitat, sobre les aparences: irrupció abrupta, sacudimient de la realitat, eixamplament de mons».

## Obres
Dins del seu extens repertori d'obres al llarg de més de 40 anys destaquen:
- Umbral (1942).
- Cámara de Cristal (1943).
- Contra el desnudo corazón del cielo (1944).
- La Vara Mágica (1948).
- Poemas (1952).[1]
- Poesía y teatro (1955).
- María Lionza (1955).
- Juan sin miedo (1956).
- La dama y el oso (1959).
- Teatro (1961).
- Poemas de una psicótica (1964).
- Lo máximo murmura (1965).
- Sol y soledades (1966).
- Preciso y continuo. Monografía sobre el pintor Mateo Manaure (1967).
- El jinete de la brisa (1967).
- Este canto rodado (1967).
- Salmos (1968).
- 0 grados Norte Franco (1969).
- Los estetas, los mendigos, los héroes: poemas, 1958 (1970).
- Magia y amor del pueblo (1970).
- Tonta de capirote. Novela infantil autobiográfica (1972).
- Sonetos del origen (1972).
- La andanza y el hallazgo (1972).
- Mitos simbólicos (1973).
- Quehaceres, conocimientos, compañías (1973).
- Pirulerías (1980).
- Mito y realidad (1980).
- Ensayo sobre arte poética, el símbolo y la metáfora (1983).
- La mujer en la obra de Gallegos (1985).
- Salto Ángel (1985).
- Historia y fabulación en Mi delirio sobre el Chimborazo (1987).
- Obras escogidas (1988).
- Treno (1993).

## Premis
| Distincions                                            | Obra                      | Any  |
| Premi de l'Associació Cultural Interamericana          | Umbral                    | 1942 |
| Premi Nacional de Novel·la «José Rafael Pocaterra»     | Juan sin miedo (novel·la) | 1957 |
| Premi de Teatre de l'Ateneu de Caracas                 | La rubiera                | 1958 |
| Premi de Teatre de la Universitat Central de Venezuela | Penélope                  | 1960 |
| Premi «José Rafael Pocaterra», menció prosa            | Poesía                    | 1961 |
| Premi Municipal de Poesía                              | El poeta                  | 1962 |
| Premi de Poesia de la Universitat del Zulia            | Lo máximo murmura         | 1964 |